# 4285 Hulkower
A 4285 Hulkower (ideiglenes jelöléssel 1988 NH) a Naprendszer kisbolygóövében található aszteroida. Eleanor F. Helin fedezte fel 1988. július 11-én.